# Adam Gopnik
Adam Gopnik, född 24 augusti 1956 i Philadelphia, USA, är en amerikansk författare och journalist, som är mest känd som skribent för tidningen The New Yorker, där han sedan 1986 medverkat som kritiker och essäist. Han har också skrivit nio böcker.
Gopnik föddes föddes i en judisk familj i Philadelphia, men växte upp i Montreal, Kanada,  där båda föräldrarna arbetade på McGill University – fadern som professor i engelsk litteratur och modern som professor i lingvistik. Gopnik började sina studier på Dawson College, innan han fortsatte på McGill University, där han tog en fil kand i konsthistoria. Han avslutade sitt examensarbete på New York University Institute of Fine Arts, och fick därefter möjlighet att kurera utställningen High/Low på New Yorks Museum of Modern Art (MoMA).
Sedan han börjat skriva för The New Yorker arbetade han åren 1987–1995 som tidskriftens konstkritiker, innan han tog jobbet som dess korrespondent i Paris. Efter återkomsten till New York samlade han sina essäer från tiden i Frankrike i boken Paris to the Moon (2000), som snart tog plats på New York Times bestsellerlista. Därefter har han skrivit flera barnböcker, böcker om mat och matlagning, libretton till musikaler och andra sångtexter.

## Publikationer i urval
- Gopnik, Adam. (2000) (på engelska). Paris to the Moon [Elektronisk resurs]. Libris 8t7nqh5s6pf0d4k1. ISBN 9781299094598
- Gopnik, Adam (2007) (på engelska). The museum today. Eva Holtby lecture on contemporary culture ; no. 1. Toronto: Institute for Contemporary Culture. Libris 11808830. ISBN 978-0-88854-451-3
- Gopnik, Adam. (2011) (på engelska). The table comes first : family, France, and the meaning of food / Adam Gopnik. [electronic resource] [Elektronisk resurs]. Knopf. Libris w80mhnbbtdq03pk7. ISBN 9780307700599
- Gopnik, Adam (2013) (på engelska). Winter: five windows on the season. CBC Massey lecture series. London: Quercus. Libris n715jqpllgk4f10j. ISBN 9781780874470
- Gopnik, Adam; Bernes Claes (2022). Tusen små framsteg. Stockholm: Fri tanke. Libris q4fvjgklnsfsjrc4. ISBN 9789189139275
- Gopnik, Ada (2023) (på engelska). The real work: on the mystery of mastery. London: Riverrun. Libris 0gpqh6z5x53c59h7. ISBN 9781529414639